# Greg Kite
Gregory Fuller Kite, detto Greg (Houston, 5 agosto 1961), è un ex cestista, allenatore di pallacanestro e dirigente sportivo statunitense, professionista nella NBA.

## Carriera
Venne selezionato dai Boston Celtics al primo giro del Draft NBA 1983 (21ª scelta assoluta).
Dal 2012 lavora come Commissioner nella Florida Basketball Association, una lega minore statunitense.

## Palmarès
- McDonald's All-American Game (1979)
- Campionato NBA: 2

Boston Celtics: 1984, 1986